# Contre-la-montre masculin aux championnats du monde de cyclisme sur route 2014
Navigation
Florence 2013 Richmond 2015
Le contre-la-montre masculin aux championnats du monde de cyclisme sur route 2014 a eu lieu le 24 septembre 2014 à Ponferrada, en Espagne.
Le titre a été remporté par le Britannique Bradley Wiggins qui s'impose respectivement devant l'Allemand Tony Martin et le Néerlandais Tom Dumoulin.

## Présentation

### Parcours
Le plan initial était d'avoir un contre-la-montre qui se terminait en montée. Cette idée est par la suite écartée, car elle nécessite d'avoir deux arrivées, ce qui n'est pas possible d'un point de vue aussi bien logistique que financier.
Le tracé de la course est de 47,10 kilomètres. La course commence et se termine à Ponferrada et passe par La Martina, Posada del Bierzo et Carracedelo.
Le dénivelé total sur le parcours est de 458 mètres avec quelques collines dans les 15 derniers kilomètres pour une inclinaison maximale de 10 %. Le parcours commence par une section plate de 30 kilomètres à travers la vallée du Bierzo. Puis, il monte légèrement. En un peu moins de 10 kilomètres, les coureurs passent d'une altitude de 550 mètres à 700 mètres. L'ascension chevauche en partie le parcours de la course en ligne masculine, y compris la descente avec des passages à 16 %. Après 40 kilomètres il y a une autre montée. En quelques kilomètres, les coureurs vont atteindre le point culminant de la route, situé à 709 mètres après 43 kilomètres de course. Le reste du parcours est en descente.

### Participants

#### Qualification
Toutes les fédérations nationales peuvent inscrire 4 coureurs dont 2 partants. En plus de ce nombre, le champion du monde sortant et les champions continentaux actuels peuvent participer.
| Champion                   | Nom                  | Pays             |
| -------------------------- | -------------------- | ---------------- |
| Champion du monde en titre | Tony Martin          | Allemagne        |
| Champion d'Afrique         | Daniel Teklehaimanot | Érythrée         |
| Champion panaméricain      | Pedro Herrera        | Colombie         |
| Champion d'Asie            | Dmitriy Gruzdev      | Kazakhstan       |
| Champion d'Océanie         | Joseph Cooper        | Nouvelle-Zélande |

## Primes
L'UCI attribue un total de 7 766 € aux trois premiers de l'épreuve.
| Position | 1er     | 2e      | 3e      | Total   |
| Montant  | 3 833 € | 2 300 € | 1 633 € | 7 766 € |

## Classement
|                           | Coureur                 | Pays             |    | Temps          |
| ------------------------- | ----------------------- | ---------------- | -- | -------------- |
| Médaille d'or, monde      | Bradley Wiggins         | Royaume-Uni      | en | 56 min 25 s 52 |
| Médaille d'argent, monde  | Tony Martin             | Allemagne        | +  | 26 s 23        |
| Médaille de bronze, monde | Tom Dumoulin            | Pays-Bas         |    | 40 s 64        |
| 4                         | Vasil Kiryienka         | Biélorussie      |    | 47 s 92        |
| 5                         | Rohan Dennis            | Australie        |    | 57 s 74        |
| 6                         | Adriano Malori          | Italie           |    | 1 min 11 s 62  |
| 7                         | Nélson Oliveira         | Portugal         |    | 1 min 21 s 63  |
| 8                         | Anton Vorobyev          | Russie           |    | 1 min 29 s 66  |
| 9                         | Jan Bárta               | Tchéquie         |    | 1 min 43 s 41  |
| 10                        | Jonathan Castroviejo    | Espagne          |    | 1 min 44 s 20  |
| 11                        | Tiago Machado           | Portugal         |    | 1 min 52 s 37  |
| 12                        | Jesse Sergent           | Nouvelle-Zélande |    | 1 min 57 s 02  |
| 13                        | Rasmus Christian Quaade | Danemark         |    | 2 min 16 s 28  |
| 14                        | Artem Ovechkin          | Russie           |    | 2 min 18 s 27  |
| 15                        | Andrew Talansky         | États-Unis       |    | 2 min 20 s 88  |
| 16                        | Maciej Bodnar           | Pologne          |    | 2 min 22 s 28  |
| 17                        | Sylvain Chavanel        | France           |    | 2 min 28 s 39  |
| 18                        | Silvan Dillier          | Suisse           |    | 2 min 30 s 77  |
| 19                        | Tanel Kangert           | Estonie          |    | 2 min 32 s 62  |
| 20                        | Alex Dowsett            | Royaume-Uni      |    | 2 min 35 s 10  |
| 21                        | Alexandr Pliuschin      | Moldavie         |    | 2 min 47 s 90  |
| 22                        | Nikias Arndt            | Allemagne        |    | 2 min 48 s 60  |
| 23                        | Carlos Oyarzún          | Chili            |    | 2 min 52 s 80  |
| 24                        | Kristof Vandewalle      | Belgique         |    | 3 min 06 s 67  |
| 25                        | Jérôme Coppel           | France           |    | 3 min 08 s 64  |
| 26                        | Aleksandr Dyachenko     | Kazakhstan       |    | 3 min 11 s 21  |
| 27                        | Riccardo Zoidl          | Autriche         |    | 3 min 15 s 71  |
| 28                        | Svein Tuft              | Canada           |    | 3 min 18 s 18  |
| 29                        | Petr Vakoč              | Tchéquie         |    | 3 min 18 s 47  |
| 30                        | Dario Cataldo           | Italie           |    | 3 min 25 s 26  |
| 31                        | Pieter Serry            | Belgique         |    | 3 min 30 s 13  |
| 32                        | Mateusz Taciak          | Pologne          |    | 3 min 31 s 78  |

|    | Coureur              | Pays              |  | Temps          |
| -- | -------------------- | ----------------- |  | -------------- |
| 33 | Tobias Ludvigsson    | Suède             |  | 3 min 33 s 30  |
| 34 | Markel Irizar        | Espagne           |  | 3 min 39 s 23  |
| 35 | Matthias Brändle     | Autriche          |  | 3 min 39 s 69  |
| 36 | Rein Taaramäe        | Estonie           |  | 3 min 40 s 36  |
| 37 | Tejay van Garderen   | États-Unis        |  | 3 min 44 s 16  |
| 38 | Daniil Fominykh      | Kazakhstan        |  | 3 min 48 s 05  |
| 39 | Ignatas Konovalovas  | Lituanie          |  | 3 min 49 s 51  |
| 40 | Kristjan Koren       | Slovénie          |  | 3 min 50 s 32  |
| 41 | Nicolas Roche        | Irlande           |  | 3 min 50 s 39  |
| 42 | Kanstantsin Siutsou  | Biélorussie       |  | 3 min 52 s 16  |
| 43 | Andriy Vasylyuk      | Ukraine           |  | 3 min 54 s 96  |
| 44 | Serghei Tvetcov      | Roumanie          |  | 3 min 56 s 62  |
| 45 | Vegard Breen         | Norvège           |  | 4 min 00 s 51  |
| 46 | Winner Anacona       | Colombie          |  | 4 min 01 s 56  |
| 47 | Gatis Smukulis       | Lettonie          |  | 4 min 10 s 83  |
| 48 | Lars Teutenberg      | Allemagne         |  | 4 min 12 s 81  |
| 49 | Ramūnas Navardauskas | Lituanie          |  | 4 min 32 s 05  |
| 50 | Aleksejs Saramotins  | Lettonie          |  | 4 min 33 s 65  |
| 51 | Eduardo Sepúlveda    | Argentine         |  | 5 min 11 s 23  |
| 52 | Andrei Nechita       | Roumanie          |  | 5 min 33 s 44  |
| 53 | Lasse Norman Hansen  | Danemark          |  | 5 min 50 s 45  |
| 54 | Reidar Borgersen     | Norvège           |  | 5 min 58 s 32  |
| 55 | Žolt Der             | Hongrie           |  | 6 min 27 s 65  |
| 56 | Matej Mohorič        | Slovénie          |  | 6 min 46 s 48  |
| 57 | Gábor Fejes          | Hongrie           |  | 6 min 49 s 32  |
| 58 | Oleksandr Golovash   | Ukraine           |  | 8 min 05 s 49  |
| 59 | Elchin Asadov        | Azerbaïdjan       |  | 9 min 03 s 77  |
| 60 | Gustavo Miño         | Paraguay          |  | 9 min 46 s 54  |
| 61 | Segundo Navarrete    | Équateur          |  | 10 min 48 s 63 |
| 62 | Veli Sadiki          | Macédoine du Nord |  | 13 min 37 s 86 |
| 63 | Gorgi Popstefanov    | Macédoine du Nord |  | 14 min 33 s 34 |
| -  | Alexander Gingsjö    | Suède             |  | abandon        |